# Pythium aphanidermatum
Pythium aphanidermatum ist ein bodenbürtiges Pflanzen-Pathogen aus der Familie der Pythiaceae innerhalb der Gruppe der Eipilze. Dabei handelt es sich nicht um echte Pilze, da ihre Zellwand aus Zellulose statt aus Chitin bestehen, sie im vegetativen Stadium diploid sind, sie coenocytische Hyphen (ohne Zellwände) besitzen und somit zu den Protisten gezählt werden. Sie reproduzieren sich mit Hilfe mobiler biflagellater Zoosporen, die Wasser benötigen, um sich fortbewegen und einen Wirt infizieren zu können. Geschlechtlich pflanzen sie sich durch Antheridien, Oogonien und Oosporen fort.

## Taxonomie
Folgende Synonyme sind bekannt:
- Nematosporangium aphanidermatum (Edson) Fitzp.
- Nematosporangium aphanidermatum subsp. hawaiiense Sideris
- Nematosporangium aphanidermatum var. aphanidermatum (Edson) Fitzp., 1923
- Rheosporangium aphanidermatum Edson

## Wirte
Pythium aphanidermatum hat ein breites Wirtsspektrum und möglicherweise ökonomische Auswirkungen auf den Anbau von Sojabohnen,:247 Rüben, Paprika, Chrysanthemen, Kürbisgewächsen, Baumwolle und Gräsern für Rasen. Weil P. aphanidermatum jedoch höhere Temperaturen verlangt, wird das Pathogen oft in Gewächshäusern nachgewiesen und hat großen Einfluss auf die Produktion von Weihnachtssternen. Es ist die Hauptursache von Wurzelfäule bei Papaya in subtropischen Gebieten. Während es ein meist exklusiv pflanzliches Pathogen ist, gibt es einen dokumentierten Fall einer Infektion mit P. aphanidermatum bei einem Menschen, der im Afghanistan-Krieg verletzt wurde.

## Symptome
Pythium aphanidermatum ist für Keimlings-, Wurzel-, Stängel- und Kolbenfäule vor oder nach der Keimung verantwortlich. Vor der Keimung kann sich die Infektion durch schlechte oder gar keine Keimung auswirken und wird als Verbraunung oder Faulen der Samen sichtbar. Nach der Keimung wird die Sprossachse der Pflanze nahe der Austrittsstelle aus dem Boden dünn und durchnässt, was schließlich zum Umbrechen der Pflanze führt. P. aphanidermatum kann ebenso Wurzelfäule verursachen, was sich auch in Verzwergung, ausgebleichten Blättern, Laubabwurf und Welken äußern kann. Die Infektion beginnt an der Wurzelspitze und kann einen Abbau der Schutzschichten in der infizierten Region bewirken, so dass die innere Wurzel für andere Pathogene frei zugänglich ist.

## Krankheitszyklus
Pythium aphanidermatum überwintert im Boden als Oospore, Hyphe und/oder Sporangium. Oosporen können einen Keimschlauch erzeugen und die Pflanze direkt infizieren oder, wenn die Bedingungen geeignet sind (wenn also ausreichend Wasser vorhanden ist), Sporangien produzieren, welche wiederum mobile biflagellate Zoosporen freisetzen, die zur Wirtspflanze schwimmen, sich darin verkapseln (enzystieren) und auskeimen. Diese Infektion kann an Samen stattfinden, die selbst faulen oder geschwächte Keimlinge produzieren können. Wenn das Pathogen die Wurzeln eines Keimlings oder Setzlings befällt, beginnt das Myzel, das pflanzliche Gewebe zu durchdringen und Verdauungsenzyme freizusetzen, welche die Zellwände des Wirtes auflösen und so dem Pathogen die Nährstoffe verfügbar machen. Die Pflanze stirbt so mit der Zeit ab. P. aphanidermatum verursacht eine polyzyklische Krankheit. Ein solches Pathogen durchläuft mehrere Lebenszyklen in einer Saison, was bedeutet, dass es die Wirtspflanze erneut infizieren kann oder die nächste Pflanze befällt. Nach der Infektion kann einiges geschehen, was diese weiter verbreitet:
- Es bilden sich weitere asexuelle Formen wie Sporangiophoren und Sporangien, welche weitere Zoosporen freisetzen, die die Wirtspflanze erneut infizieren oder zur nächsten Pflanze wandern.
- Es kann zu geschlechtlicher Vermehrung kommen, wenn zwei unterschiedliche Paarungstypen der Hyphen aufeinandertreffen, die ein Oogon (den weiblichen Teil) und ein Antheridium (den männlichen Teil) bilden.[13] Dies endet mit genetischer Rekombination und bildet eine Oospore – das Dauerstadium des Pathogens.

## Umweltbedingungen
Pythium aphanidermatum infiziert Pflanzen mit Hilfe mobiler Zoosporen, und weil diese die Wirte schwimmend erreichen müssen, begünstigt das Vorhandensein von Wasser die schnellstmögliche Ausbreitung der Krankheit. Die Temperatur hat gleichfalls Einfluss auf die Ausbreitung des Pathogens. Es kann die Wirte auch bei kühleren Temperaturen (55 °F (13 °C) … 64 °F (18 °C)) infizieren, doch ideal sind Bedingungen zwischen 86 °F (30 °C) und 95 °F (35 °C), ein Bereich, der es von anderen Pythium-Arten unterscheidet. Potentielle Wirtspflanzen, die unter Stress leiden, sind für eine Infektion empfänglicher. Stressverursachende Faktoren, die eine Infektionswahrscheinlichkeit erhöhen, sind u. a. hohe Salzkonzentrationen, Trockenheit, Nährstoffmangel und extreme Nässe in der unmittelbaren Umgebung der Pflanze. Ein hoher Salzgehalt im Boden kann eine Infektion bei für das Pathogen suboptimalen Temperaturen und Feuchtigkeitsgehalten befördern. Extreme Stickstoffdüngung wird die Infektionswahrscheinlichkeit gleichfalls erhöhen, weil der Stickstoff die internen Abwehrmechanismen der Pflanzen schwächt und die Wurzelenden geschädigt werden, die den Haupt-Infektionsweg darstellen. Außerdem beeinflusst das Medium, in dem die Pflanze wächst, die Schwere einer Pythium-Infektion. Sterile, Boden-lose Kulturen sind am empfindlichsten, während ein steigender Boden-Gehalt die Ausbreitung des Pathogens durch im Boden vorhandene Bakterien hemmt. Schließlich haben Setzlinge und keimende Pflanzen eine höhere Empfindlichkeit gegenüber dem Pathogen und sind oft Opfer einer Wurzelfäule.

## Management
Mehrere Management-Methoden bei der Kultivierung können durch Pythium aphanidermatum ausgelöste Krankheiten effektiv beeinflussen. Das Pathogen gedeiht in einer feuchten Umgebung, also ist es wichtig, einen zu hohen Wassergehalt in den Wachstumsmedien zu verhindern. Zu häufige Beregnung und schlecht entwässerte Böden sind häufige Fehler, die in einem Befall enden. Zusätzlich können eine schlechte Belüftung und unzureichende Besonnung bei der Pflanze selbst zur Akkumulation von Feuchtigkeit führen, die potenziell die Ausbreitung der Krankheit fördert. Maßnahmen zur Bodenhygiene und die Minimierung von Pflanzenabfällen, in denen das Pathogen überleben kann, sind gleichfalls effektive Maßnahmen beim Anbau.
Fungizide sind ebenfalls effektive Steuerungsmethoden. Systemische und Kontakt-Fungizide können verwendet werden, doch am besten ist ein Wechsel zwischen diesen Substanzklassen, um Resistenzen des Pathogens zu vermeiden. Mehrere Klassen chemischer Substanzen wie Acylalanine (Furalaxyl), Thiadiazole, Carbamate, Zimtsäure-Derivate, Phosphonate und  Phosphite können eingesetzt werden. Im Allgemeinen erbringen diese Fungizide die besten Ergebnisse, wenn sie präventiv verwendet werden.
Es gibt auch Erfolge bei der biologischen Schädlingsbekämpfung. Bakterien und Pilze können bei der Behandlung von Infektionen mit Pythium aphanidermatum auf Rasen sowie bei Acker- und Gewächshaus-Kulturen (Blumen) eingesetzt werden. Zu den verwendeten Bakterien gehören Bacillus subtilis, Candida oleophila, Enterobacter cloaceae und Pseudomonas-Arten, zu den Pilzen Trichoderma-Arten, namentlich Trichoderma harziamum, T. virens und T. hamatum.

## Bedeutung
Der durch Pythium aphanidermatum verursachte Schaden ist schwierig zu bestimmen, weil das Wirtsspektrum so groß ist und die Infektion zu einer Vielzahl von Symptomen führt, die in unterschiedlicher Art und Weise schädlich sind. Der Schaden ist bedeutend und tritt vornehmlich in feuchtwarmen Regionen auf, wo die Böden teilweise nass sind. Talbereiche und Felder in Flussauen sind teilweise für Infektionen anfällig. Im Allgemeinen ist das Pathogen für Kulturen wie Mais, Baumwolle, Getreide und hochwertige Gartenpflanzen bedeutsam. Außerdem ist es ökonomisch bedeutsam für sowohl in Gewächshäusern als auch in Boden-losen Kulturmedien gezogene Kulturen. Wurzelinfektionen und ein Faulen der Keimlinge sind für den Rückgang der Pflanzengesundheit und des Ertrages bei kommerziell angebauten Kulturen verantwortlich. Tomaten sind eine der beliebtesten Kulturpflanzen weltweit und werden in vielen Regionen angebaut. In Tomaten verursacht P. aphanidermatum bedeutende Verluste in Gärtnereien, wo junge, empfindliche Setzlinge produziert werden.